# Vlečný vůz

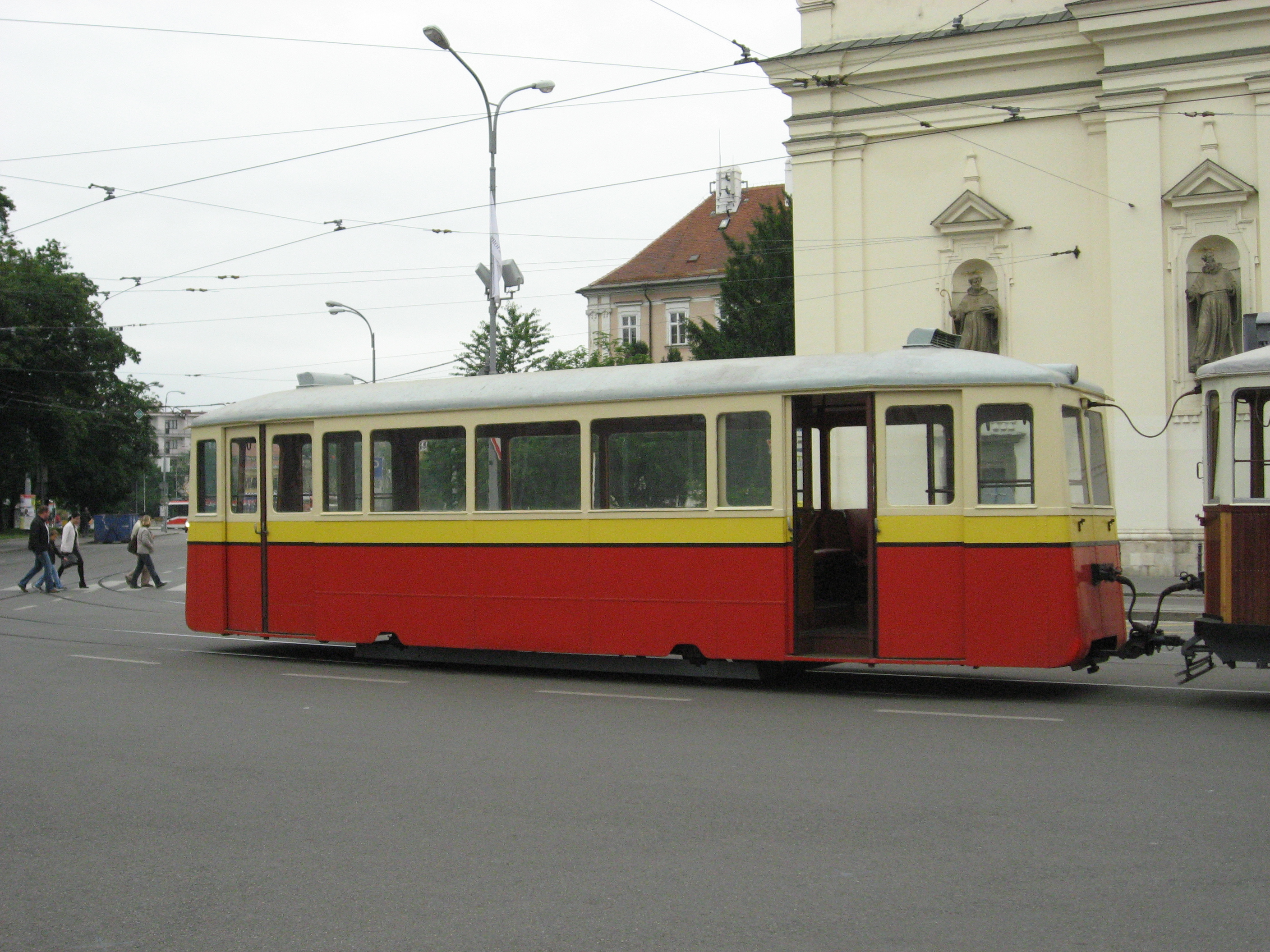
Vlečný vůz z produkce Královopolské

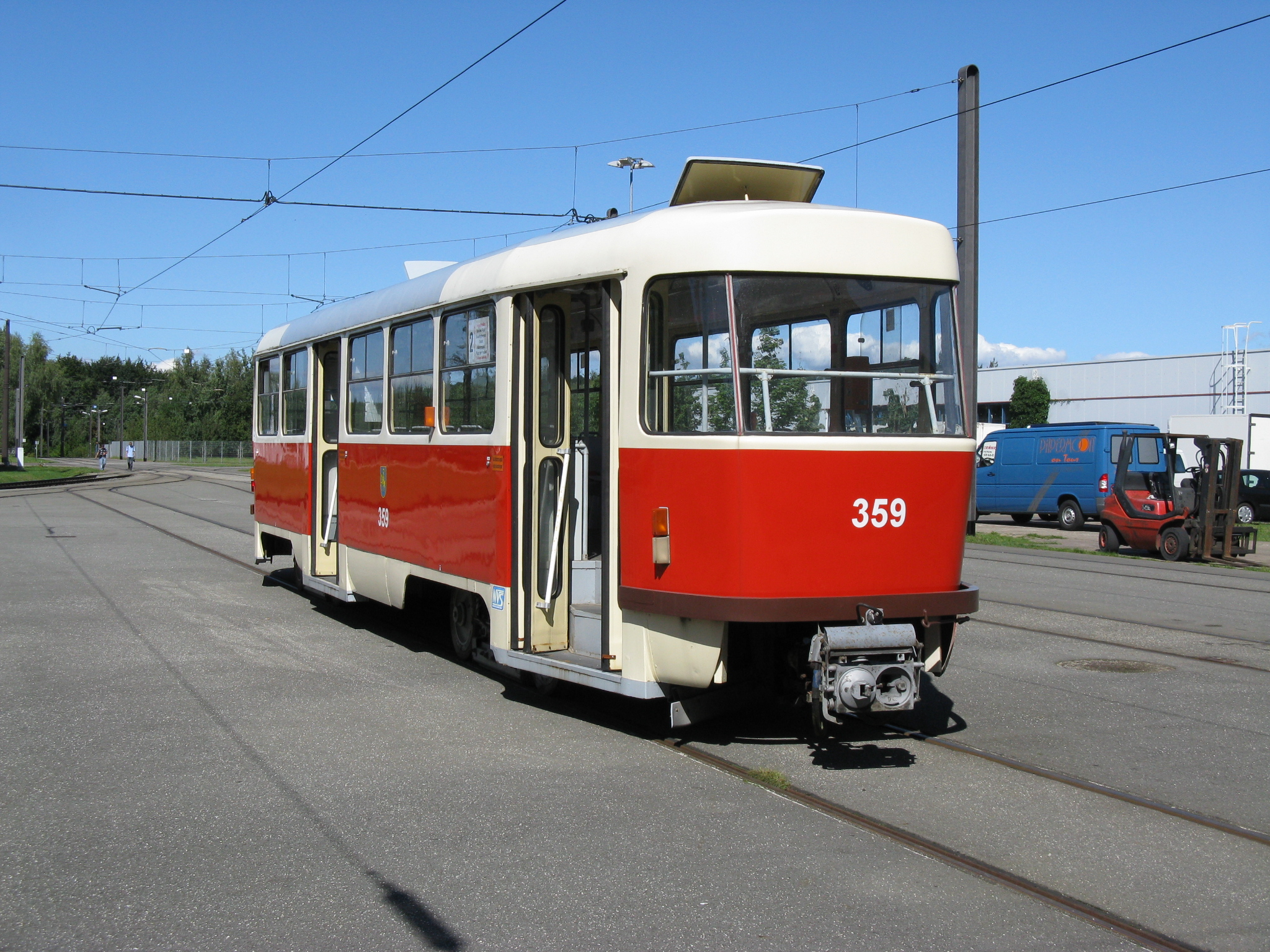
Vlečný vůz Tatra B3 ve Schwerinu

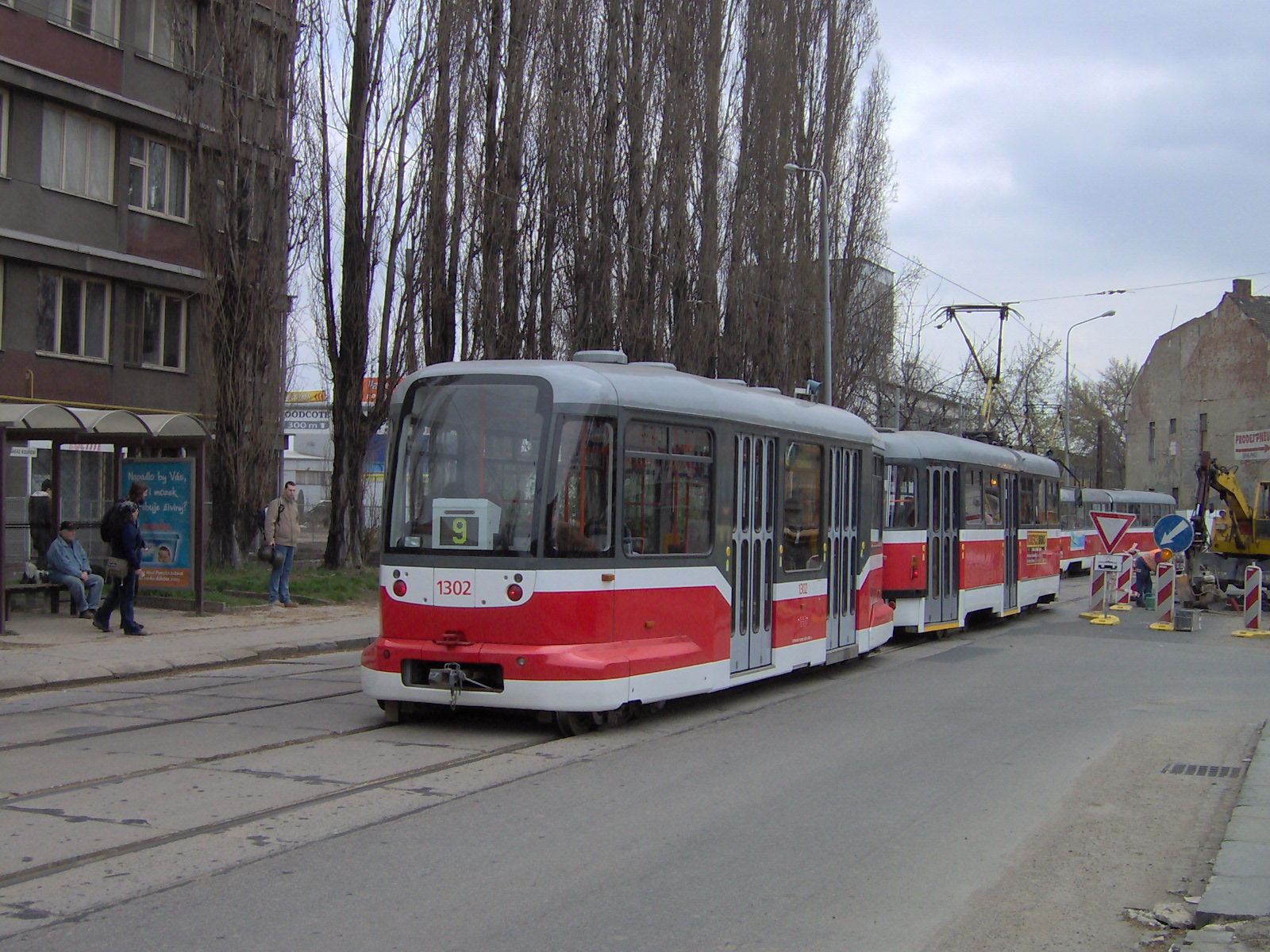
Souprava tramvaje Tatra T3R.EV a vlečného vozu VV60LF v Brně

Tramvajové vlečné vozy zvyšovaly přepravní kapacity na tramvajových drahách před nástupem vozů koncepce PCC. K vozům PCC se vleky nepřipojovaly, protože by tím byla narušena jejich dobrá jízdní charakteristika. Navíc vozy PCC jezdily i vyšší rychlostí a to pro většinu dvounápravových vlečných vozů nebylo bezpečné. U vozů PCC se využívá spřažených hnacích vozidel v režimu mnohočlenného (násobného) řízení.

## Konstrukce vlečných vozů
Skříně vlečných vozů byly buď shodné se skříněmi motorových vozů, čímž byla tvořena vzhledná souprava, nebo zcela odlišné. Vlečné vozy byly z ekonomického hlediska efektivní. Jejich výroba byla levnější, personálně na vlek stačil průvodčí, který konal zároveň funkci brzdaře při případném roztržení soupravy, neboť vozy neměly samočinné brzdy. Motorové vozy měly dosti velkou výkonnostní rezervu, některé tahaly i dva vlečné vozy. Záleželo přitom na výkonu, případně počtu motorů a použitém převodu.
Vybavení vlečných vozů bylo velmi jednoduché. K brzdění byl použit silný magnet – tzv. solenoid (vlastně obdoba kotoučové brzdy), který byl napájen přes kabelovou spojku z motorového vozu. Při řazení elektrické brzdy kontrolérem šel patřičný proud i do této zásuvky a solenoid brzdil o kotouč, který byl nalisován na nápravě. Parkovací brzda se v provozu nepoužívala, po zastavení vlaku byla celá souprava jištěna jen ruční brzdou motorového vozu, což v nepříznivých sklonových poměrech při „vytahané“ ruční brzdě bylo nebezpečné. Proto třeba v předpisech DP Praha bylo uvedeno, že držet vlak v klidu stupněm jízdy bylo dovoleno jen po dobu jedné minuty. V této minutě musela být přitažena ruční brzda jiného vozu v soupravě. Osvětlení vozů bylo žárovkové a jeho napájení přes tzv. světelnou tyč, která se zahákla o skobu motorového vozu a takto jednoduše byl převeden proud pro svícení. Vytápění vlečných vozů většinou nebylo zřízeno. I v motorových vozech se netopilo, bylo zde však možné použít odpadního tepla od odporů, pokud byly umístěny pod podlahou. Některé vlečné vozy měly topení, většinou jen pokud jeho spojení s motorovým vozem bylo provedeno automatickým spřáhlem, ve kterém byly většinou tři kontakty pro topení, osvětlení a brzdu.
Některé dopravní podniky si k vozům koncepce PCC vleky také pořizovaly na úkor převodu do pomala. Nebo používaly motorizované vleky a pak nebylo nutné tažné vozy upravovat. Začátkem 21. století zakoupily dopravní podniky v Brně a Ostravě několik nízkopodlažních vlečných vozů.

## Typy českých vlečných vozů
- Královopolská (vybrané)
  - Vlečné vozy KPS série 261–296 (Brno)
  - Vlečné vozy KPS série 297–326 (Brno)
- Ringhofferovy závody (vybrané)
  - Vlečné vozy Ringhoffer série 211–260 (Brno)
  - Vlečné vozy Ringhoffer série 1301–1580 (Praha)
- ČKD Tatra Smíchov
  - Tatra B3 (výroba 1973–1988, především pro NDR)
  - Tatra B4 (výroba 1967–1988, především pro NDR)
  - Tatra B6A2 (výroba 1985–1990, pro NDR)
- Pragoimex & Krnovské opravny a strojírny
  - VV60LF (výroba 2003–2006, pro Brno a Ostravu)